# Ctenocella gracilis
Ctenocella gracilis är en korallart som först beskrevs av Wright och Studer 1889.  Ctenocella gracilis ingår i släktet Ctenocella och familjen Ellisellidae.
Artens utbredningsområde är Indiska oceanen. Inga underarter finns listade i Catalogue of Life.